# فريتز باستيان
فريتز باستيان (بالإنجليزية: Fritz Bastian)‏ هو لاعب كرة مضرب أمريكي، ولد في 11 فبراير 1898 في إنديانابوليس في الولايات المتحدة، وتوفي بنفس المكان في 28 فبراير 1944.